# Ioánnis Micheloyannákis
Ioánnis Micheloyannákis (en grec Ιωάννης Μιχελογιαννάκης), né en 1963 à Áno Viánnos en Grèce, est un homme politique grec.

## Biographie
Aux élections législatives grecques de janvier 2015, il est élu député au Parlement grec sur la liste de la SYRIZA dans la circonscription d'Héraklion.